# العلاقات الجنوب إفريقية الكورية الجنوبية
العلاقات الجنوب أفريقية الكورية الجنوبية هي العلاقات الثنائية التي تجمع بين جنوب أفريقيا وكوريا الجنوبية.

## مقارنة بين البلدين
هذه مقارنة عامة ومرجعية للدولتين:
| وجه المقارنة                                              | جنوب أفريقيا | كوريا الجنوبية                                                          |
| --------------------------------------------------------- | --- | ----------------------------------------------------------------------- |
| المساحة (كم2)                                             | 1.22 مليون | 100.30 ألف                                                              |
| عدد السكان (نسمة)                                         | 57.73 مليون | 51.47 مليون                                                             |
| الكثافة السكانية (ن./كم²)                                 | 47.32 | 513.16                                                                  |
| العاصمة                                                   | بريتوريا، بلومفونتين، كيب تاون | سول                                                                     |
| اللغة الرسمية                                             | لغة إنجليزية، اللغة الأفريقانية، اللغة النديبلي الجنوبية، اللغة السوثو الشمالية، اللغة السوتية، لغة سوازي، اللغة التسونجا، اللغة التسوانية، اللغة الفيندية، اللغة الكوسية، اللغة الزولوية | اللغة الكورية                                                           |
| العملة                                                    | راند جنوب أفريقي | وون كوري جنوبي                                                          |
| الناتج المحلي الإجمالي (بليون دولار)                      | 349.42 مليار | 1.53 تريليون                                                            |
| الناتج المحلي الإجمالي (تعادل القوة الشرائية) بليون دولار | 725.91 مليار | 1.75 تريليون                                                            |
| الناتج المحلي الإجمالي الاسمي للفرد دولار أمريكي          | 5.72 ألف | 27.22 ألف                                                               |
| الناتج المحلي الإجمالي للفرد دولار أمريكي                 | 13.05 ألف |                                                                         |
| مؤشر التنمية البشرية                                      | 0.666 | 0.901                                                                   |
| رمز المكالمات الدولي                                      | +27 | +82                                                                     |
| رمز الإنترنت                                              | .za | .kr                                                                     |
| المنطقة الزمنية                                           | ت ع م+02:00، أفريقيا/جوهانسبرغ ‏ | توقيت كوريا الجنوبية، ت ع م+09:00، آسيا/سيول ‏، ت ع م+08:00، ت ع م+08:30 |

## مدن متوأمة
في ما يلي قائمة باتفاقيات التوأمة بين مدن جنوب أفريقية وكورية جنوبية:
- ترتبط ديربان مع دايجون باتفاقية توأمة.

## منظمات دولية مشتركة
يشترك البلدان في عضوية مجموعة من المنظمات الدولية، منها:
| علم المنظمة | اسم المنظمة                                                | تاريخ انضمام جنوب أفريقيا | تاريخ انضمام كوريا الجنوبية |
| ----------- | ---------------------------------------------------------- | ------------------------- | --------------------------- |
|             | مؤسسة التمويل الدولية                                      | 3 أبريل 1957              | 16 مارس 1964                |
|             | يونسكو                                                     | 4 نوفمبر 1946             | 14 يونيو 1950               |
|             | مجموعة الموردين النوويين                                   | ?                         | ?                           |
|             | العملية المشتركة للاتحاد الأفريقي والأمم المتحدة في دارفور | ?                         | ?                           |
|             | مؤسسة التنمية الدولية                                      | 12 أكتوبر 1960            | 18 مايو 1961                |
|             | وكالة ضمان الاستثمار متعدد الأطراف                         | 10 مارس 1994              | 12 أبريل 1988               |
|             | منظمة حظر الأسلحة الكيميائية                               | ?                         | ?                           |
|             | البنك الإفريقي للتنمية                                     | ?                         | ?                           |
|             | الأمم المتحدة                                              | 7 نوفمبر 1945             | 17 سبتمبر 1991              |
|             | منظمة الشرطة الجنائية الدولية                              | ?                         | ?                           |
|             | مجموعة العشرين                                             | ?                         | ?                           |
|             | البنك الدولي للإنشاء والتعمير                              | 27 ديسمبر 1945            | 26 أغسطس 1955               |
|             | الفريق المعني برصد الأرض                                   | ?                         | ?                           |
|             | الاتحاد البريدي العالمي                                    | ?                         | ?                           |
|             | منظمة التجارة العالمية                                     | 1995                      | ?                           |
|             | المنظمة الهيدروغرافية الدولية                              | ?                         | ?                           |
|             | نظام تحكم تكنولوجيا القذائف                                | 1995                      | 2001                        |

## وصلات خارجية
- موقع وزارة الخارجية الجنوب أفريقية
- موقع وزارة الخارجية الكورية الجنوبية